# ジョン・ラファージ

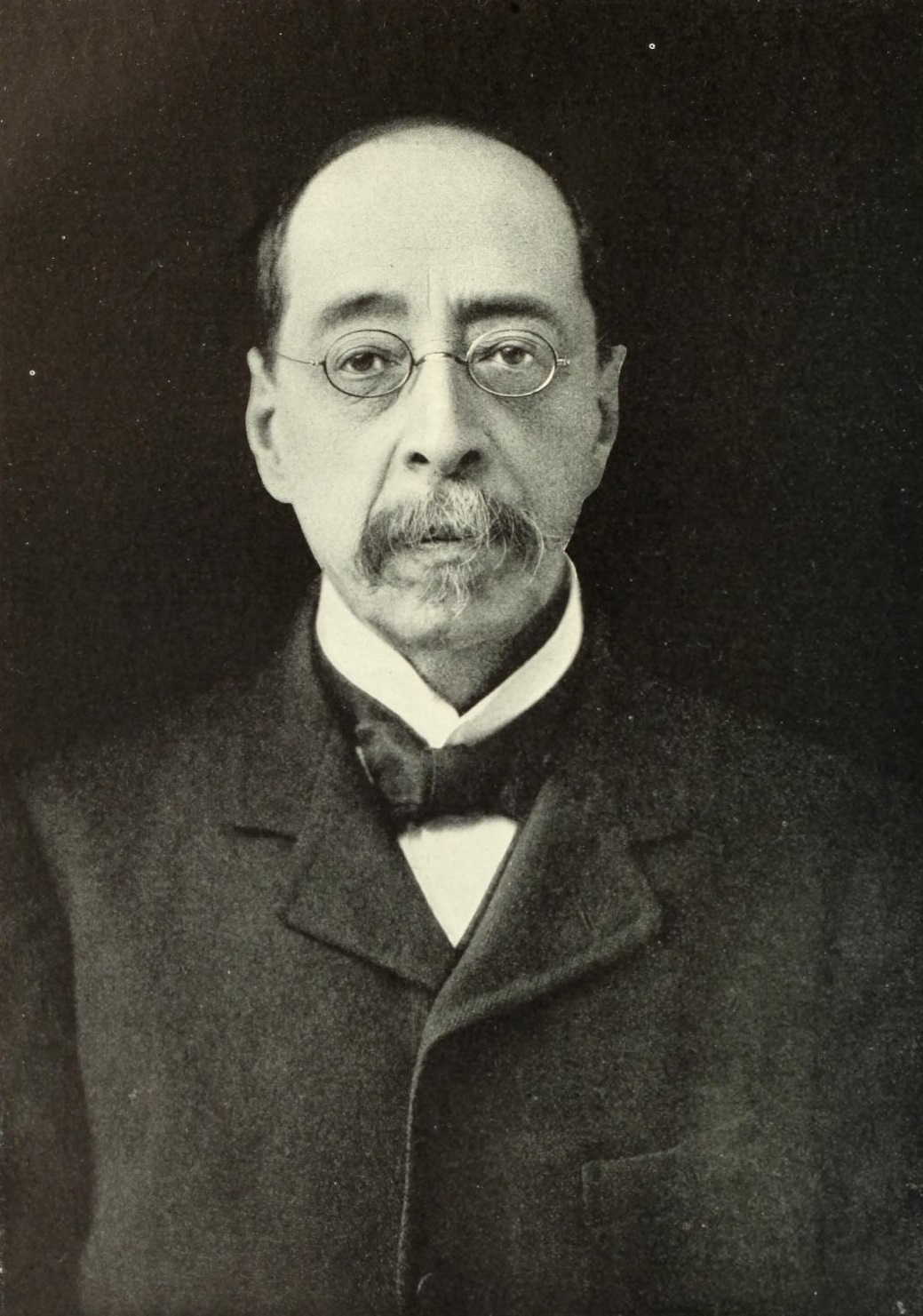
ジョン・ラファージ

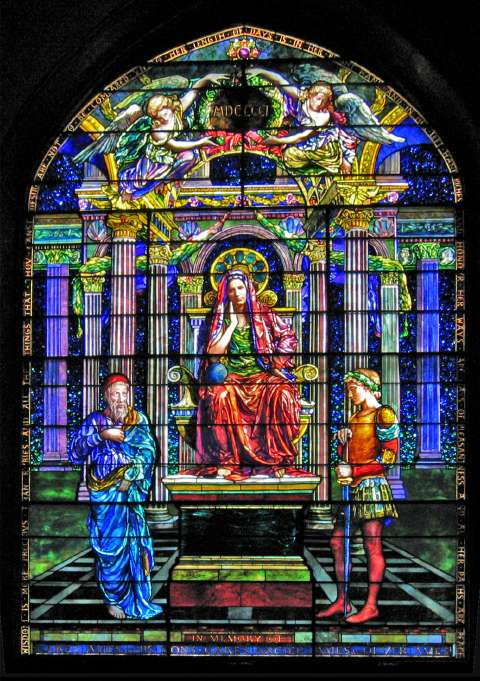
"Figure of Wisdom,"

ジョン・ラファージ(John LaFarge, 1835年3月31日 - 1910年11月14日)は、アメリカ合衆国の画家、ステンドグラス作家。英文による初の日本美術論と言われるエッセイや、日本滞在記を著し、アメリカにおけるジャポニスムの火付け役と言われている。

## 略歴
ニューヨークの裕福なフランス人家庭に生まれる。カトリック系の大学に進学後、セントジョンズカレッジ（現フォーダム大学）で法律を学んだのち、1856年に渡欧。パリでは画家のトマ・クチュールに師事。学生時代からラスキンに傾倒していたこともありイギリスではラファエル前派から影響を受ける。1857年に帰国し、画家として活動を始め、壁画やステンドグラスを多く手掛ける。
1861年に地質学者のパンペリーが持っていた浮世絵で葛飾北斎を知り、浮世絵の収集をはじめる。1870年には、パンペリーの著書「Across America and Asia」の中で、「An Essay on Japanese Art」という日本美術の章を執筆。これはフランスのアーネスト・シェノーの1869年の論文「L'Art Japonais」を元にしているが、英文としては初めての日本美術紹介と言われている。
1886年7月2日には来日を果たし、日光、鎌倉、京都などを旅して3か月間滞在する。このとき、岡倉覚三（天心）、フェノロサ、ビゲローらを知る。10月帰国。岡倉とは帰国後も交流があり、1897年にラファージが書いた日本滞在記の『An Artist's Letter from Japan (画家東遊録)』は岡倉に、岡倉の『en:The Book of Tea（茶の本）』はラファージにそれぞれ献呈している。1890年にはポリネシアにも旅している。

## 作品
ラファージは、ルイス・カムフォート・ティファニーとともに、アメリカにおけるステンドグラスのパイオニア的存在で、二人でステンドグラス協会を作っていたこともある。ステンドグラスや壁画作品は、トリニティ教会 (ボストン)、ビルトモア・エステート、コロンビア大学のセントポール教会、ブレーカーズ (邸宅)など、現在もアメリカ各地に残っている。

## 家族
1860年に、マシュー・ペリー提督の兄オリバー・ハザード・ペリーの孫のマーガレット・メイソン・ペリーと結婚している。マーガレットの弟で英文学者のトーマス・サージェント・ペリーとは、作家ヘンリー・ジェイムズを通じて知り合った。
息子2人は建築家、1人は牧師。孫にピューリッツァー賞作家のオリヴァー・ラファージがいる。